# Nagata-ku (Kobe)
Nagata (長田区, Nagata-ku) est un des neuf arrondissements de Kobe, au Japon. Sa superficie est de 11,46 km2 et sa population est de 109 702 habitants en janvier 2023.